# Онкамоярви
Онкамоярви (фин. Onkamojärvi) — озеро в восточной части Лапландии, на границе области Лапландия Финляндии и Мурманской области России. Большая часть озера относится к Финляндии. Расположено севернее полярного круга.
Площадь 18 км². Расположено на высоте 290,4 м над уровнем моря.
На озере расположены населённые пункты Корпела, Анттила, Онкамо (Маттила, Валкама).
Берег озера заболочен, сильно изрезан. На западном берегу выделяется мыс Кярпяниеми, а на восточном — мыс Нилиниеми. В Северной части озера расположены бухты Кирилахти и Каллункилахти.
Впадает более 8 рек и ручьёв, крупнейшие из которых Койранкюрэноя и Лийнасоя. Вытекает река Онкамойоки (бассейн Ковды — Белого моря).
На озере 32 острова, включая Витсинсаари, Каллункисаари, Карвастекемясаари, Кяткянсуусаари, Луйесаарет, Майявасаари, Маркусен-айттасаари, Нилисаари, Оравасаари, Палтсарсаари, Пеурасаари, Сааранпаскантамасаари, Талвитиенсуусаари и Тоссонсаари.
В 1944 году 19-я армия Советского Союза достигла и перешла к обороне участка советско-финской границы «река Нарускайоки — озеро Онкамоярви».